# Slaget vid Porta Collina

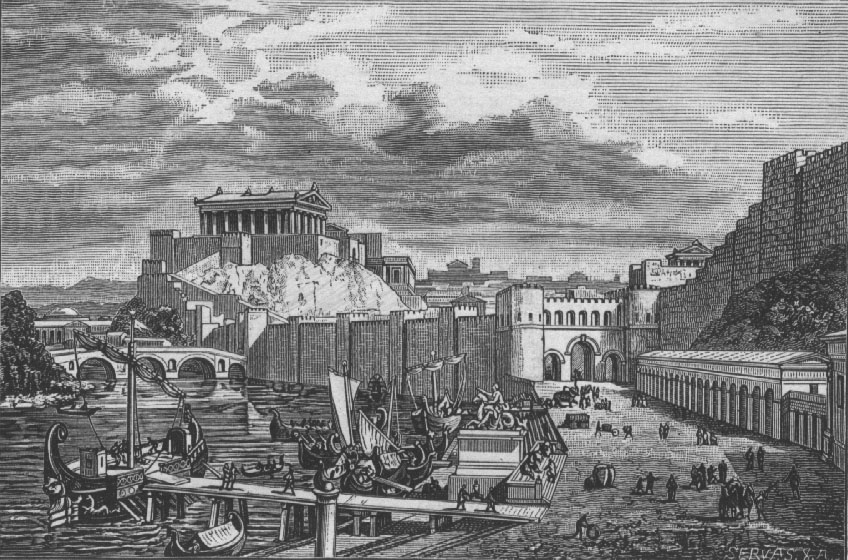
Rom under tiden för anfallet

Slaget vid Porta Collina utkämpades mellan  Optimater och samniter i november  82 f.Kr.  Slaget stod Porta Collina, en port i den gamla Serviusmuren i Rom. Optimaterna leddes av Sulla och Crassus medan samniterna leddes av Pontius Telesinus.

## Bakgrund
Det här slaget var det sista slaget i Sullas andra inbördeskrig. Efter detta hade Sulla tagit kontrollen över Rom. Slaget skedde sex år efter bundsförvantskrigets slut, och i och med detta slag hade Sulla slutgiltigt besegrat samniterna.

## Redogörelse för slaget
Samniterna attackerade Sullas armé vid Porta Collina. Crassus uppmärksammades mycket för att han förtjänstfullt besegrat fienden på sin flank. Efter slaget avrättades de samnitiska fångarna i Villa Publica inom hörhåll från senaten innan Sulla talade till senaten.  Samniternas kroppar kastades sedan i Tibern.